# Wömit Angel
Wömit Angel ist eine finnische Black-Metal-, Thrash-Metal- und Punk-Band aus Tampere, die 2010 gegründet wurde.

## Geschichte
Die Band wurde im frühen Sommer des Jahres 2010 gegründet. 2012 erschien, nach der Veröffentlichung von mehreren Demos, über Inverse Records das Debütalbum Sodomatik Rites of I.N.R.I. Im Dezember 2014 verließ der Schlagzeuger Ville „Vile Anarchy“ Aatsinki die Besetzung. Nach einer Pause stieß im Juli 2015 Atomic Torment als neuer Schlagzeuger hinzu. Im selben Jahr erschien außerdem über Inverse Records das zweite Album Holy Goatse. 2017 schloss sich über Ketzer Records das dritte Album unter dem Namen Impaling Force of Satan an. Hierauf ist unter anderem eine Coverversion von I Kill Everything I Fuck, im Original von GG Allin, enthalten.

## Stil
In seiner Rezension zu Sodomatik Rites of I.N.R.I schrieb Luxi Lahtinen von voicesfromthedarkside.de, dass die Band eng dem Pfad des „Nuclear Metal“ von Impaled Nazarene folgt, den die Gruppe auf ihrem 1991er Demo Taog Eht Fo Htao Eht begonnen habe. Die Musik von Wömit Angel höre sich anarchistisch, punkig-hysterisch und satanistisch an. Im Gegensatz zu Impaled Nazarene klinge die Band jedoch punkiger, rockiger und ein wenig melodischer.
Im Interview mit Mandy Malon vom Rock Hard gab W. Horepreacher an, dass die Band versucht, ihren Vorbildern wie Venom, Bathory und Hellhammer nachzueifern, da der Klang „purer Ausdruck und einfach brillant“ sei. Eine Ausgabe zuvor hatte Malon Impaling Force of Satan rezensiert. Die Gruppe spiele herauf eine schmutzige, stumpfe und barbarische Mischung aus Black- und Thrash-Metal und Punk, während man über Themen wie Sex, Sodomie und Satan singe. Das Album sei im Old-School-Stil gehalten und warte mit „rotzigen Riffs, wahnsinnigen vokalen Ausströmungen und ausreißend-wilden Soli“ auf.

## Diskografie
- 2010: Older Molestations (Demo, Eigenveröffentlichung)
- 2011: Gnitimov fo Gninnigeb Eht (Demo, Eigenveröffentlichung)
- 2012: Unholy and Horny Soul Torturing Crew (Demo, Eigenveröffentlichung)
- 2012: Sodomatik Rites of I.N.R.I (Album, Inverse Records)
- 2014: Holy Goatse (Album, Inverse Records)
- 2015: Maggotmouth (EP, Inverse Records)
- 2017: Impaling Force of Satan (Album, Ketzer Records)